# Хасекі Султан Імарет

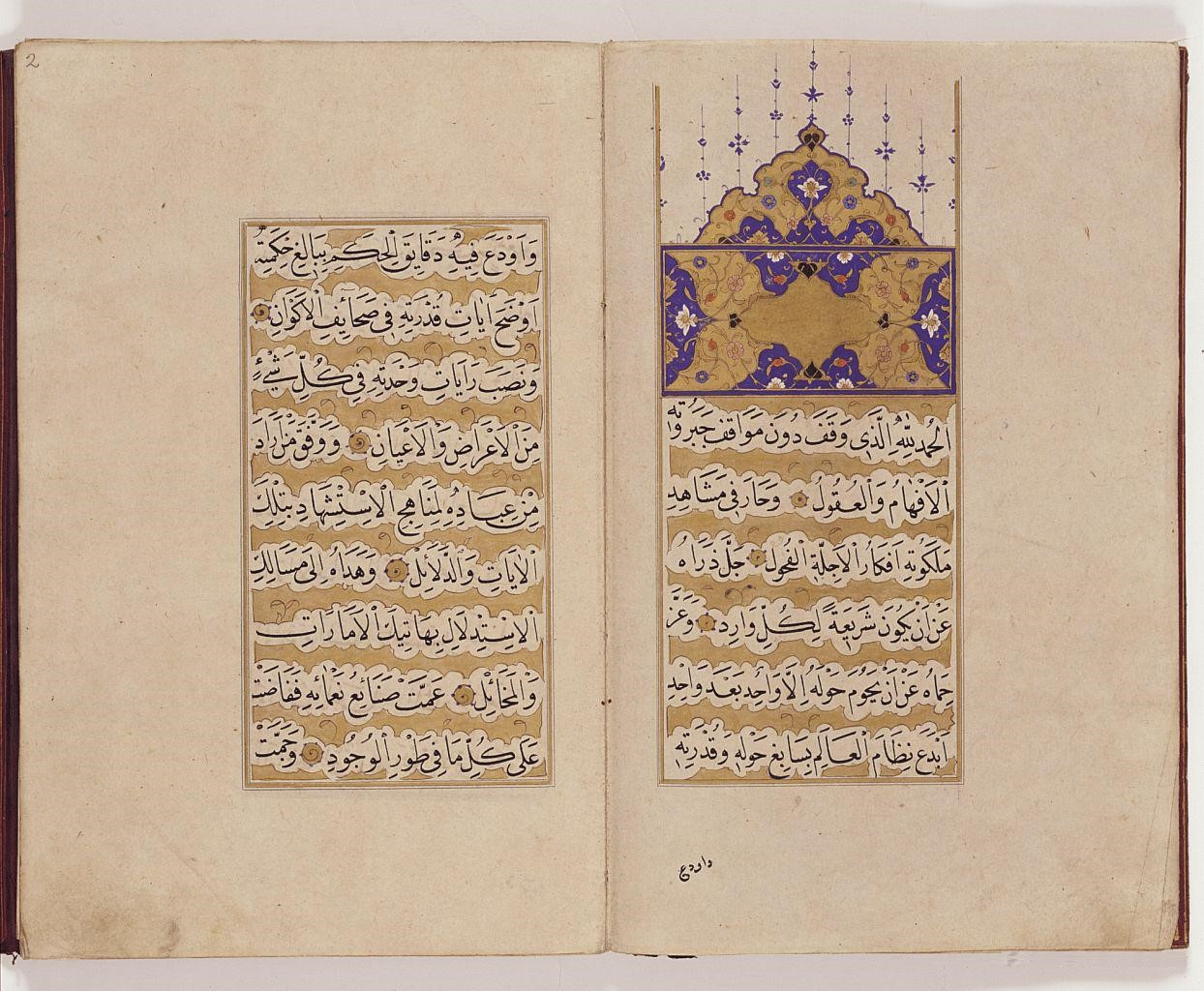
Акт передачі в управління благодійного фонду Хюррем Султан. Згадується мечеть Хасекі Хюррем Султан, Медресе та Імарет, 1556—1557 рр. (964 AH).

31°46′44″ пн. ш. 35°13′56″ сх. д. / 31.77881° пн. ш. 35.23215° сх. д.
Хасекі Султан Імарет — один з масштабних благодійних проєктів, що має відношення до Роксолани, улюбленої дружини султана Сулеймана Пишного.
Хасекі Султан Імарет була османською громадською їдальнею, заснованою в Єрусалимі для годування бідних.
Імарет був частиною масивного комплексу вакуфів, побудованого в 1552 році Хасекі Хюррем Султан, більш відомою на Заході як Роксолана, що була родом з України.
В цій їдальні кухні двічі на день безкоштовно годували щонайменше 500 людей.
До часу британського колоніального панування в Палестині ще працювали громадська кухня та пекарня.

## Вакуфський комплекс Хасекі Султан

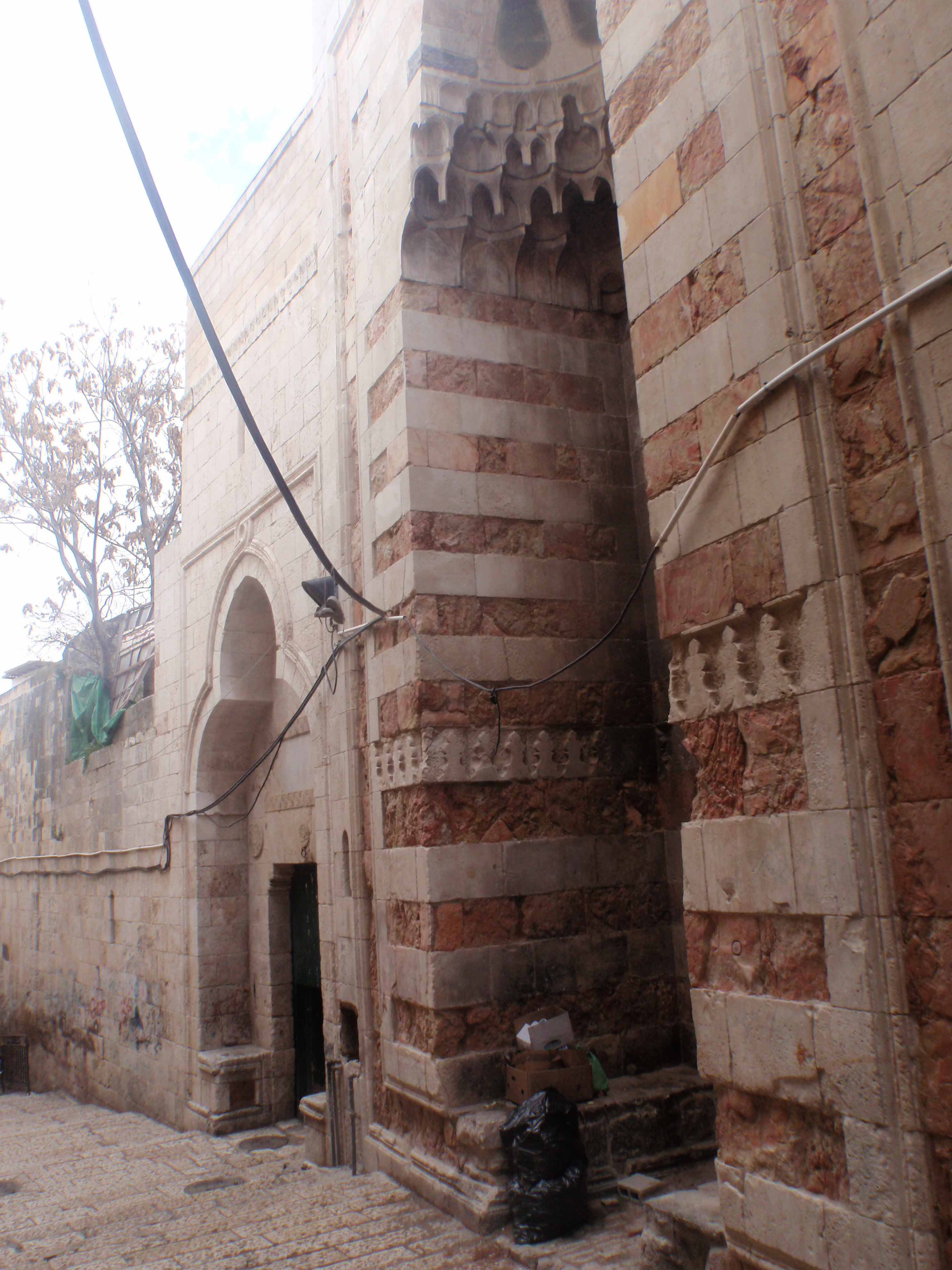
Північні двері імарета (ліворуч) і червоно-білий колишній палац леді Туншук.

Вакуфний комплекс Хасекі Султан був побудований в період розквіту Османської імперії. Окрім їдальні, комплекс включав мечеть, притулок для паломників на 55 кімнат і заїжджий двір (хан) для мандрівників.

## Економічне значення
За згодою свого чоловіка Хасекі Хюррем Султан використовувала доходи від різних активів для будівництва та обслуговування проєктів. Ці активи включали землю в Палестині та Триполі, а також магазини, громадські лазні, миловарні та борошномельні фабрики. Дарчий акт Хасекі Хюррем Султан включає 195 топонімів і 32 маєтки, в основному вздовж дороги між Яффою та Єрусалимом.
Коли села переходили до списків фонду Вакф, відсоток їхніх доходів, які раніше сплачувалися як податки, перенаправлявся до вакуфу. Селами, доходи яких сплачували Хасекі Султан Імарет, були Байт Даджан, Язур, Кафр Ана, Лудд, Анаба, Джіб, Віфлеєм, Бейт Джала Какун та інші.
Хасекі Султан Імарет був актом ісламської благодійності. Разом з тим він зміцнив соціальний порядок і допоміг Османській імперії створити політичний образ могутності та щедрості[джерело?].

## Релігійне значення
Благодійність є важливою складовою ісламу. Одним з добрих вчинків, які допоможуть людині потрапити до раю в Судний День, є підтримка тих, хто сам не може себе забезпечити.
У приписах Корану є дві категорії благодійності:
- закят (обов'язковий податок на милостиню для мусульман, які досягли певного рівня багатства);
- садака (добровільні пожертви).

Однією з найпопулярніших форм садаки були вакуфи, або пожертвування.
Вакуфи засновували заможні особи, особливо члени правлячої династії, які жертвували своє майно на користь різноманітним благодійним установам. Схема вакуфа передбачала те, що це буде не разове пожертвування, а постійне стабільне надходження коштів на рахунок фонду.
Таким чином, громадські їдальні були вакуфами, які забезпечували потребуючих основними продуктами харчування.
У випадку Хасекі Султан Імарет, Хюррем Султан побудувала столову в Єрусалимі, оскільки він вважався священним містом разом із Меккою, Медіною та Хевроном.

## Соціальний ефект
Як і інші імарети по всій Османській імперії, імарет Хасекі Султан був інструментом підтримки суспільного порядку.
Адміністратори, службовці та бенефіціари імарету представляли соціальну ієрархію громади.
Адміністратори часто були членами місцевих знатних сімей і мали повноваження залучати друзів, родичів і вільних рабів як працівників імарету.
Соціальний статус визначав порядок і розміри роздачі їжі.
Під час трапези першими суп та хліб отримували працівники, потім гості, потім бідняки.

## Політичні наслідки
Для будівництва столової в Єрусалимі були сильні політичні мотиви. Це був «невід'ємний компонент османського проєкту заселення та міського розвитку»[джерело?].
Хасекі Султан Імарет продемонстрував далекосяжну силу та могутність Османської імперії, а також був ефективним засобом контролю над її підданими в Єрусалимі. Надавши посаду адміністратора найважливішим родинам Єрусалиму, султан використовував широкі впливи та зв'язки знаті для зміцнення свого панування серед місцевого населення[джерело?].
Єрусалимський імарет був серед п'яти, спонсорованих королівським подружжям, інші чотири також були побудовані в містах, які є центральними для проекції османської могутності: у Стамбулі (Константинополь) та Едірне (Адріанополь) вони стояли в резиденціях Османської династії, а два були встановлені в мусульманських святих місцях, Мецці та Медіні[джерело?].
Перший комплекс-мечеть був побудований у Стамбулі в 1537—1539 роках (після страти великого візира Ібрагіма-паші в 1536 р.), що сприяло поліпшенню політичного клімату[джерело?].
Єрусалим мав символічне значення для всіх мусульман — тут розташована аль-Акса (третій за важливістю храм після храмів у Мецці та Медині). Сулейман був зацікавлений у тому, щоб залишити свій слід у цьому місті, яке нещодавно було завойоване його батьком у мамелюків, які прикрасили його численними розкішними установами та будівлями. Християни-паломники до Єрусалиму могли бути іншою цільовою групою для впливу.

## Подальше читання
- Stephan, St. H. (1944). An Endowment Deed of Khasseki Sultan, dated the 24th May 1552. Quarterly of the Department of Antiquities in Palestine (QDAP). 10: 170-194 [173], Pls. XXXVI-XL. Процитовано 9 січня 2022.